# 默认路由
預設路由（英語：Default route），是对IP数据包中的目的地址找不到存在的其他路由时，路由器所选择的路由。目的地不在路由器的路由表里的所有数据包都会使用默认路由。这条路由一般会连去另一个路由器，而这个路由器也同样处理数据包: 如果知道应该怎么路由这个数据包，则数据包会被转发到已知的路由；否则，数据包会被转发到默认路由，从而到达另一个路由器。每次转发，路由都增加了一跳的距离。
当到达了一个知道如何到达目的地址的路由器时，这个路由器就会根据最长前缀匹配来选择有效的路由。子网掩码匹配目的IP地址而且又最长的网络会被选择。用无类别域间路由标记表示的IPv4默认路由是0.0.0.0/0。因为子网掩码是/0，所以它是最短的可能匹配。 当查找不到匹配的路由时，自然而然就会转而使用这条路由。同样地，在IPv6中，默认路由的地址是::/0. 
一些组织的路由器一般把默认路由设为一个连接到网络服务提供商的路由器。这样，目的地为该组织的局域网以外——一般是互联网、城域网或者VPN——的数据包都会被该路由器转发到该网络服务提供商。当那些数据包到了外网，如果该路由器不知道该如何路由它们，它就会把它们发到它自己的默认路由里，而这又会是另一个连接到更大的网络的路由器。同样地，如果仍然不知道该如何路由那些数据包，它们会去到互联网的主干线路上。这样，目的地址会被认为不存在，数据包就会被丢弃。
主机里的默认路由通常被称作默认网关。默认网关通常会是一个有过滤功能的设备，如防火墙和代理服务器。